# Kościół Ducha Świętego w Tychach
Kościół Ducha Świętego – rzymskokatolicki kościół parafialny w Tychach, w dzielnicy Żwaków, przy ulicy Myśliwskiej 43.

## Historia
Zezwolenie na budowę kościoła otrzymano 20 lipca 1976 r. Prace rozpoczęto 9 maja 1978 r. Budowę kościoła prowadził ks. Franciszek Resiak. Głównym projektantem i autorem wyposażenia wnętrza był architekt Stanisław Niemczyk. Przy projekcie współpracował konstruktor inż.Jerzy Manjura.
25 lutego 1979 r. biskup Herbert Bednorz poświęcił kamień węgielny pod budowę kościoła oraz kaplicy pod wezwaniem NMP Jasnogórskiej, w której do czasu wybudowania kościoła odbywały się nabożeństwa, a która obecnie znajduje się w zachodniej części podziemi świątyni.
11 września 1982 r. kościół został poświęcony. W 1983 ukończono stojącą obok dzwonnicę.
Obiekt wpisano do rejestru zabytków (nr rej. A/589/2019 z 18 grudnia 2019).

## Architektura
Bryła kościoła, według słów projektanta Stanisława Niemczyka, symbolizuje namiot – „pierwszą świątynię ludu wybranego”. Inni szukają w niej podobieństwa do kurhanu, czy tak charakterystycznej dla śląskiego krajobrazu hałdy. Kościół wybudowany jest z cegły na planie centralnym, prostokątną nawę otaczają krużganki. Całość nakrywa potężny dach wsparty na żelbetowych ramach. Pośrodku dachu umieszczony jest świetlik doświetlający nawę, Całość wieńczą cztery smukłe krzyże.
Architektura nasycona jest symboliką – na posadzce i ścianach krużganków ukryte są różne formy krzyża, motyw krzyża znajduje się również w oknach, drzwiach, ogrodzeniu kościoła. Klamki mają kształt gołębicy Ducha Świętego (wszystkie detale projektowane były przez Stanisława Niemczyka). Oś pionowa zaakcentowana krzyżami poprzez połączenie nieba i ziemi symbolizuje zesłanie Ducha Świętego. Dodatkowo oś pionową podkreśla strumień naturalnego światła, które wpada przez świetlik w dachu, następnie przechodzi przez przeszklenie w posadzce (w prezbiterium przed ołtarzem) do kaplicy w dolnym poziomie. Krzyże miały być pomalowane na cztery kolory symbolizujące rasy ludzkie (biały, żółty, czerwony, brązowy) oraz jedność Kościoła, jednakże zamiar ten nie został zrealizowany.
Powierzchnia kaplicy dziennej (w poziomie dolnym) wynosi 240 m², a kościoła 1425 m².
Styl architektoniczny kościoła to późny modernizm.

## Wnętrze
Wnętrze kościoła jest dwupoziomowe. Poziom górny zajmuje jednoprzestrzenny kościół z ołtarzem umieszczonym centralnie. Na poziomie dolnym znajduje się kaplica, zakrystia oraz salki katechetyczne.
Wewnętrzne połacie dachowe wyłożone są deskami i ozdobione polichromią wykonaną przez Jerzego Nowosielskiego w latach 1983–1986.
Projekty polichromii dla kościoła św Ducha wykonane przez Jerzego Nowosielskiego znajdują się obecnie w Muzeum Miejskim w Tychach.

## Wyposażenie kościoła
- Ołtarz znajduje się w środku nawy, na podwyższeniu. Jest on dedykowany św. Franciszkowi z Asyżu. Krzyż w pobliżu ołtarza zaprojektowany został przez Stanisława Niemczyka. Front ołtarza i krzyż ozdabiają malowidła wykonane przez Jerzego Nowosielskiego. Nad ołtarzem znajduje się cyborium zbudowane z mosiężnych rur, wykonane przez Tadeusza Leszczyńskiego z Zawiści.
- Ambona wykonana została, podobnie jak ołtarz, z czarnego dębu.
- Baldachim nad tabernakulum został zbudowany przez Tadeusza Leszczyńskiego i Zygfryda Paszka. Składa się on z mosiężnych rurek, okalających tabernakulum w kształcie krzyża. Nad nim zawieszona jest rzeźba ślusarza nazwiskiem Poppe – pozłacana gołębica.
- krzesło dla celebransa ozdobione jest obrazem przedstawiającym krajobraz wykonanym przez ks. Arkadiusza Knefla.
- Żyrandole mają kształt odwróconej menory, wykonał je Krzysztof Paszek.
- Chrzcielnica, pełniąca również funkcję kropielnicy, umieszczona została przy wejściu głównym. Nad nią wykonano żelbetowy baldachim w kształcie dwóch przenikających się łuków[9].

## Otoczenie
Kościół otoczony jest ceglanym murem. W narożniku północno-wschodnim znajduje się dzwonnica. Na osi wejścia głównego umieszczono krzyż misyjny na wzgórku, który ma symbolizować Górę Synaj. W narożniku południowo-zachodnim, na wysokim słupie, znajduje się rzeźba św. Franciszka z Asyżu. Po stronie zachodniej jest plebania oraz Dom Zakonny Sióstr Elżbietanek.

## Nagrody i wyróżnienia
- Nagroda Roku SARP (1983)[2]
- Nagroda Błogosławionego Brata Alberta (1988) dla architekta Stanisława Niemczyka i ks. Franciszka Resiaka za konsekwentne realizowanie projektu[2]
- Nagroda im. doc. Tadeusza Jodkiewicza, przyznaną jednorazowo przez Komisję Episkopatu Polski, za udaną architekturę sakralną (1988)[2].